# Мазхаб
Мазха́б (араб. مذهب‎, [ˈmaðhab]) — широко распространённый исламский термин, которым в богословской литературе обозначают учение, доктрину, толк, школу. Наиболее устоявшееся значение — богословско-правовая школа.
К настоящему времени среди суннитов, которые составляют абсолютное большинство мусульман мира, распространение имеют четыре канонические школы права: ханафитский, маликитский, шафиитский и ханбалитский мазхабы. Несколько суннитских мазхабов (захиритский, аузаитский и др.), которые в прошлом доминировали в различных частях исламского мира, ныне почти полностью исчезли. У наиболее многочисленного шиитского течения двунадесятников распространён джафаритский мазхаб (государственная правовая система Ирана). У других шиитских течений (зейдиты, исмаилиты) имеются свои собственные богословско-правовые школы. У малочисленного течения ибадитов (большинство населения Омана), которые не причисляют себя ни к суннитам, ни к шиитам, также имеется свой, отличный от других мазхаб.
Несмотря на то, что основа исламского законодательства — Коран, между мазхабами существуют некоторые разногласия по второстепенным вопросам. Эти разногласия в основном исходят из второго по важности источника исламского права — хадисов Мухаммеда. Так как мазхаб является мнением одного или группы учёных-богословов, до них могли не дойти некоторые из хадисов, на основе которых представители другого мазхаба могут вынести отличное от их решение, либо (чаще) они эти хадисы рассматривают в качестве недостоверных. Однако следует отметить то, что в основе исламских знаний между мазхабами нет никаких разногласий.

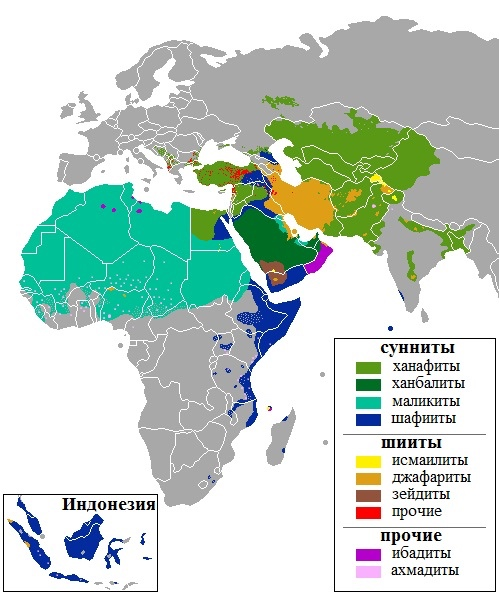
Карта распространения мазхабов.

## Этимология
Слово «мазхаб» относится к арабскому корню «захаба» — пойти, направиться. Поэтому любое направление в религии, основанное на чьём-либо мнении, стало называться «мазхаб». Аль-Файюми в «Мисбах аль-мунир» (т. 1, стр. 211) сказал: «В арабском языке „пойти по мазхабу такого-то“ значит пойти по его пути и направлению, а „пойти по мазхабу такого-то человека в религии“ значит последовать за его мнением в религиозных вопросах».

## Суннитские мазхабы

### Действующие

#### Ханафитский мазхаб
Эпоним — Абу Ханифа, разработавший методологические основы мусульманского правоведения. Его метод вынесения правовых предписаний был основан на следующих источниках:
1. Коран;
2. Сунна (при тщательном отборе хадисов);
3. Высказывания сподвижников (сахабов) Мухаммада; утверждения табиинов (следующее поколение за сахабами) не равны высказываниям сподвижников, так как они непосредственно не общались с Посланником Аллаха.
4. Кияс (суждение по аналогии с тем, что уже имеется в Откровении; сопоставление правовой проблемы с уже решённой);
5. Истихсан (предпочтение противоречащего кыясу, но более целесообразного в данной ситуации решения);
6. Иджма (единое мнение богословов);
7. Урф или адат (традиционно распространённые мнения, обычаи).

Почти всё наследие Абу Ханифы было передано им в устной форме ученикам, которые зафиксировали и систематизировали положения его мазхаба. В сохранении, систематизации и распространении школы Абу Ханифы выдающуюся роль сыграли сахибайн («два ученика») — Абу Юсуф и Мухаммад ибн аль-Хасан аш-Шейбани.
Один из методов вынесения правовых решений в ханафитском мазхабе — четкая иерархия вердиктов авторитетов школы (Абу Ханифа; Абу Юсуф; аш-Шейбани; другие). Если по какой-либо проблеме возможно применение как кияса, так и истихсана, то в большинстве случаев приоритет отдается истихсану.
В случае необходимости выбора из имеющихся различающихся предписаний приоритет отдаётся наиболее убедительному или мнению большинства. Слабые и сомнительные хадисы используются в качестве аргумента лишь в исключительных случаях. В основном отдаётся предпочтение над ними истихсану.
Благодаря усилиям учеников Абу Ханифы его мазхаб стал всеобъемлющей школой мусульманского права, способной решить практически все проблемы фикха. Ханафитская школа поощрялась Аббасидами, заинтересованными в правовой основе государства.
Абу Юсуф был поставлен халифом Харуном ар-Рашидом верховным судьёй (кадием) Багдада и сам назначал судей в провинции, отдавая предпочтение представителям своего мазхаба, и тем самым способствуя его распространению. В Османской и Могольской империи ханафитский мазхаб получил государственный статус. Большинство современных мусульман — последователи именно этого правового толка.

#### Маликитский мазхаб
Эпоним — Малик ибн Анас. Для вынесения правовых предписаний и суждений имам Малик опирался на следующие источники:
1. Коран, прежде всего очевидные и недвусмысленные аяты (нассы).
2. Сунна. Ибн Анас считал, что Сунной являются поступки, речения, качества и одобрения Мухаммада, правовые предписания (фетвы) его сподвижников, а также «деяния мединцев». Опирался, прежде всего, на хадисы мутаватир (высшая степень достоверности) и машхур (общеизвестные), но признавал и хадисы от единичных передатчиков (ахад), если они не противоречили нассам Корана и хадисам-мутаватир и машхур. Отсюда следует, что Ибн Анас наряду с устоявшейся традицией применял методы суждения (ра´й).
3. «Деяния мединцев», то есть устоявшуюся после Мухаммада в среде населения Медины традицию, если нет оснований подвергнуть её сомнению. Считал этот источник более надёжным, чем хадисы-ахад: «Информация, переданная тысячами людей тысячам своих потомков, предпочтительнее, чем информация, переданная одним или несколькими людьми».
4. Фетвы сподвижников. Есть данные о том, что Ибн Анас считал источником для решения правовых вопросов и фетвы некоторых выдающихся табиунов, но не приравнивал их к хадисам Мухаммада и принимал, если они не противоречили «деяниям мединцев».
5. Кыяс, истислах. Истихсан он понимал по-своему, считая, что если по какой-то проблеме нет ясности (насс) в Откровении, то необходимо применить предпочтительное решение проблемы независимо от того, имеется возможность кыяса (суждения по аналогии) или нет. Это он назвал истислахом.
6. Садду аз-Зарайи — какое-либо действие или вещь, которые с большой долей вероятности могут привести к греху или нанести какой-либо вред. Согласно Ибн Анасу, то, что может привести к греху, греховно и запретно, а то, что может привести к добру, — поощряемо.

Ученики Малика ибн Анаса продолжили его дело и положили начало формированию мазхаба. Маликитский правовой толк распространился во многих странах. В самой Медине, а также Хиджазе этот мазхаб, правда, не обрёл популярности, но нашёл многочисленных последователей на западе мусульманского мира, в Северной Африке и мусульманской Испании.
В маликитском мазхабе имеются различные предписания по правовым проблемам, поэтому его муфтии выдают фетвы на основании наиболее популярного мнения, которое поддерживается маликитскими улемами. Если муфтий затрудняется дать предпочтение какому-то решению из большого количества предписаний, то, по мнению шейха Алиша (ум. в 1299), он должен выбрать наиболее категоричный вариант; другие маликиты считают, что в этом случае муфтий должен выбрать наиболее лёгкий вариант, так как Мухаммад всегда предпочитал лёгкость в религии.
В маликитском мазхабе существует своеобразная иерархия предпочтений: правовые решения и мнения Малика ибн Анаса более предпочтительны, чем мнения Ибн Касима, но мнение Ибн Касима предпочтительнее, чем мнение других маликитских классиков.

#### Шафиитский мазхаб
Эпоним — Мухаммад ибн Идрис аш-Шафии. Его убеждения основывались на явных и ясных смыслах (нассах) Корана и Сунны, при этом он допускал ограниченное использование рациональных методов.
Правовой метод аш-Шафии основывался на следующих источниках:
1. Коран и Сунна, рассматривавшиеся при вынесении правовых предписаний как единое Откровение. Ясные и недвусмысленные положения Откровения (нассы) не могут быть подвергнуты иносказанию. Все остальные источники должны быть приведены в соответствие с нассами Корана и Сунны и не противоречить им. Большое значение придается толкованию аятов Корана сподвижниками Мухаммада. Коран не может отменять (насх) положения Сунны; если между хадисом и ясными аятами Корана возникает противоречие, то преимущество отдается Корану, и хадис надлежит считать слабым. Хадисы-ахад (хадисы от единичных передатчиков) принимаются и используются для вынесения правовых решений;
2. Иджма, прежде всего иджма сподвижников Мухаммада. Разделена на 2 категории: основанная на прямых, ясных и недвусмысленных доводах Откровения и основанная на некоторых неоднозначных и спорных посылках и не признанная всеми (в том числе «деяния мединцев», принимаемая лишь в исключительных случаях);
3. Высказывания сподвижников Мухаммада, в том числе единичные, но не опровергнутые другими сподвижниками. При различных мнениях предпочтение ни одному из них не отдается;
4. Кыяс, проведённый подготовленным правоведом (муджтахид) путём особого исследования (иджтихада). При этом отвергаются истихсан (предпочтительное мнение при противоречии кыяса другим постулатам религии) и истислах.

В начале IX века шафиитский мазхаб приобрёл большую популярность в Египте. Сам аш-Шафии после переезда сюда внёс изменения в свои сочинения «Ар-Рисаля» и «Аль-Мабсут», приспособив их под новые реалии, т.о., наследие аш-Шафии можно разделить на раннее и позднее, что вызвало споры о его применении при вынесении фетв.
Позиции шафиитов не ослабли даже с приходом к власти в Египте шиитско-исмаилитской династии Фатимидов. Позже суннитская династия Аййубидов покровительствовала шафиитскому мазхабу в борьбе с исмаилитами. Мамлюкский султан Бейбарс старался назначать на должности судей представителей всех суннитских мазхабов, но не оспаривал ведущую роль шафиитов.
После включения Египта в состав Османской империи официальным правовым толком стал ханафитский мазхаб, но шафиитский мазхаб (а также маликитский) сохранил позиции в массах народа.
Длительное время шафиитский толк преобладал в Иране и сохранил последователей несмотря на то, что официальной идеологией государства является сегодня шиизм. В Ираке и Мавераннахре шафиитский мазхаб спорил в популярности с ханафитским. Сегодня шафиитами являются 80 % курдов, большинство арабов Ближнего Востока, а также мусульмане Юго-Восточной Азии.

#### Ханбалитский мазхаб
Эпоним — Ахмад ибн Ханбаль. В методологии вынесения правовых предписаний Имам Ахмад фактически отдавал предпочтение хадисному материалу. Считал хадисы тафсиром (толкованием) Корана. При отборе хадисов решающее значение отводил иснаду, цепочке передатчиков, восходящей непосредственно к Мухаммаду; если 2 хадиса противоречили друг другу, сверял их с другими достоверными (сахих) хадисами.
Правовой метод Ахмада ибн Ханбаля основывался на следующих источниках:
1. нассы (Коран и Сунна , рассматривавшиеся при вынесении правовых предписаний как единое Откровение);
2. фетвы сподвижников Мухаммада;
3. мнение сподвижников. В случае различия во мнениях необходимо ссылаться на наиболее близкие прямым указаниям Корана и Сунны;
4. иджма (единое мнение различных поколений правоведов);
5. истисхаб (временность действия любой фетвы до предъявления новых доказательств).

В ханбалитском мазхабе существует несколько направлений, опирающихся на различные мнения сахабов и табиинов, сомнения и разночтения в фетвах самого Ибн Ханбаля, различия в передаче его выводов.
Этот мазхаб никогда не признавал закрытия «врат иджтихада», выступает за продолжение исследований по любым религиозно-правовым вопросам без исключения и настаивает на необходимости наличия муджтахида, наделённого полномочиями вынесения независимых суждений по любым вопросам.
Несмотря на фундаментальную теоретическую основу, признание иджтихада открытым и др., ханбалитский мазхаб не получил особого распространения. К видным представителям этого мазхаба можно отнести таких правоведов, как: аль-Барбахари (ум. 940), Ибн Акиль (ум. 1119), Абу-ль-Фарадж ибн аль-Джаузи (ум. 1201), Ибн Кудама аль-Макдиси (ум. 1223), Ибн Таймия (ум. 1328), Ибн Каййим аль-Джаузия (ум. 1350), Ибн Раджаб (ум. 1393).
Сейчас мазхаб Ахмада ибн Ханбаля является доминирующим мазхабом в Саудовской Аравии и некоторых других странах Аравийского полуострова.

### Исчезнувшие

#### Захиритский мазхаб
Захиритский мазхаб отличался буквальным (аз-захир) пониманием Корана и хадисов. В случае невозможности толкования инцидента вышеописанным способом обращались к единодушному мнению сподвижников Мухаммада. Считали дозволенным всё то, что явно не запрещено. Мазхаб основан исламским богословом X века Давудом ибн Али аль-Исфахани, но оформлен Ибн Хазмом аль-Андалуси (994—1063). Был распространён в Ираке, Иране и Испании.

#### Аузаитский мазхаб
Аузаитский мазхаб является одной из ранних правовых школ (мазхабов) в суннитском исламе, основанная в VIII веке и прекратившая своё существование в XI веке. К упадку и последующему исчезновению мазхаба аль-Аузаи привели несколько причин. Аль-Аузаи был близок к правящим кругам Дамасского халифата. Из-за этого Аббасиды, свергшие Омейядов и воцарившиеся в Багдаде, отвергли его. Начатая при Аббасидах обширная программа по систематизации законов шариата основывалась на ханафитском мазхабе, что так же привело к падению престижа аузаитской школы во властных кругах. Ко всему прочему при пожаре в Бейруте сгорела личная библиотека аль-Аузаи с его сочинениями.

#### Джариритский мазхаб
Основатель-эпоним джариритского мазхаба — известный мусульманский богослов и историк Ибн Джарир ат-Табари. Основным трудом по джариритскому мазхабу, на который опирались все его последователи, является книга ат-Табари под названием «Прекрасные речи о положениях шариата» (араб. «لطيف القول في أحكام شرائع الإسلام»‎). Как и некоторые другие школы , созданные в период, когда «врата иджтихада» стали считаться уже «закрытыми» (то есть индивидуальная интерпретация богословско-правовых текстов стала невозможной), джариритский мазхаб перестал существовать в X веке.

#### Лайситский мазхаб
Основателем-эпонимом лайситского мазхаба является глава египетских мусульманских законоведов и знатоков хадисов своего времени аль-Лайс ибн Саад (713—791) персидского происхождения. Мазхаб аль-Лайса ибн Саада получил распространение в Египте, но затем полностью исчез под натиском других школ, которые затем стали считаться «каноничными» в исламе. Кроме того, из-за отсутствия у учеников аль-Лайса ибн Саада практики записывать его слова во время уроков, до наших дней не дошло ни одно его произведение.

#### Сауритский мазхаб
Основателем сауритского мазхаба является известный мусульманский учёный-правовед (факих) и мухаддис Суфьян ас-Саури (716—778) из Куфы (Ирак). Этот мазхаб получил распространение вплоть до мусульманской Испании, откуда затем был вытеснен маликитским мазхабом. Правовая школа ас-Саури полностью исчезла к началу XI века.

## Шиитские мазхабы

### Джафариты
Джафаритский мазхаб получил распространение среди шиитов Ирана, Азербайджана, Ирака и Афганистана. Основатель Джафар ибн Мухаммад ас-Садик. Джафариты являются представителями «рационалистического» направления мусульманского богословия. Несмотря на многовековую историю, школа заняла положение главного шиитского мазхаба только в XVIII веке. Тогда же джафариты получили признание со стороны суннитов. Источниками религиозного знания джафариты считают Коран, сунну, иджму и акль («разум»). Важнейшим отличием джафаритов от суннитских мазхабов является неприятие тезиса о «закрытии врат иджтихада». Именно иджтихад, с точки зрения джафаритов, является важнейшим средством реализации веры «как доказательства», но не простого подражания благочестивым предкам. Помимо этого, джафариты признают лишь те ахбары (хадисы у суннитов) сунны, которые восходят к первым сподвижникам Мухаммада. Также джафариты признают принцип «благоразумного скрывания веры» (ат-такийа) в ситуациях, когда существует угроза жизни мусульманина, и институт временного брака (мут'а).